# サント・アドリアー・ダ・バゾス
サント・アドリアー・ダ・バゾス （カタルーニャ語: Sant Adrià de Besòs: IPA：[ˈsant əðɾiˈa ðə βəˈzɔs]）は、スペイン・カタルーニャ州バルセロナ県のムニシピ（基礎自治体）。バゾス川の河口付近、バルセロナとバダローナの中間に位置し、バルセロナ都市圏に含まれる。スペイン語による表記はSan Adrián de Besós（サン・アドリアン・デ・ベソス）。公式名はカタルーニャ語名。

## 歴史
定住地としての起源は1012年、バゾス川左岸にあった教区教会周囲の集落にある。その後の集落は農村地であり続け、都市バルセロナと緊密な通商関係を持っていた。集落は、バゾス川に近いために、通称バズザーダス（besosadas）と言われる洪水に苦しんだ。集落は1114年にイスラム軍に破壊され、1697年にはバルセロナ侵攻の中継地点とみなされフランス軍から攻撃された。
産業革命が始まるとサント・アドリアーは工業のまちとなり、人口が増加した。20世紀初頭、新たに2箇所の火力発電所が設けられ発展に弾みがついた。1926年、バゾス川を境としてサント・アドリアーはバルセロナとバダローナに吸収され、行政上も、地図上からも独立した自治体としての姿を失った。しかし不思議なことに、マドリードにある政府の方針に反して、フランコ体制の1955年まで事実上の地方自治体として存続していた。
スペイン内戦期の1938年、発電所や工場を持つサント・アドリアーは軍事的な関心を呼び、戦略的条件から爆撃を受けた。

## 人口
| サント・アドリアー・ダ・バゾスの人口推移 1900－2010     |
|                                                         |
| 出典:INE（スペイン国立統計局）1900年 - 1991年、1996年 - |

## 交通
ロダリアス・ダ・カタルーニャ鉄道（カタルーニャ通勤鉄道）のサント・アドリアー・ダ・バゾス駅がある。トラムのトラムバゾスが通っている。バルセロナ地下鉄のバルネーダ駅がある。

## 姉妹都市
- サン＝シャモン、フランス